# Poul Andersen (calciatore 1953)
Poul Andersen (Otterup, 28 novembre 1953) è un ex calciatore danese, di ruolo difensore.

## Carriera

### Club
Trascorre un decennio a Odense, giocando in prima divisione.

### Nazionale
Esordisce il 29 agosto del 1979 contro la Finlandia (0-0).